# Ernst von Dohnányi
Ernst von Dohnányi sau Ernő Dohnányi (n. 27 iulie 1877, Pozsony, Austro-Ungaria – d. 9 februarie 1960, New York City, New York, SUA) a fost un dirijor, compozitor și pianist maghiar. A folosit varianta germană a numelui său, Ernst von Dohnányi, la majoritatea compozițiilor publicate.
Fiul său, Hans von Dohnanyi, și-a folosit influența pentru salvarea unor evrei în timpul regimului nazist. A fost executat în 1945.